# 21649 Vardhana
21649 Vardhana este un asteroid din centura principală de asteroizi.

## Descriere
21649 Vardhana este un asteroid din centura principală de asteroizi. A fost descoperit pe 13 iulie 1999 la Socorro, New Mexico, în cadrul proiectului LINEAR. Asteroidul prezintă o orbită caracterizată de o semiaxă mare de 2,73 ua, o excentricitate de 0,20 și o înclinație de 14,5° în raport cu ecliptica.